# Hoffmeyer's Legacy
Hoffmeyer's Legacy is een Amerikaanse stomme film uit 1912, geregisseerd door Mack Sennett. Het was de allereerste korte film waar The Keystone Cops hun intrede deden, hoewel de volgende film The Bangville Police (1913) als hun grote doorbraak werd gezien.

## Rolverdeling
| Acteur                    | Personage             |
| ------------------------- | --------------------- |
| Ford Sterling             | Hoffmeyer             |
| Charles Avery             | politieagent          |
| Bobby Dunn                | politieagent          |
| Chester M. Franklin       | man in politiekantoor |
| George Jeske              | politieagent          |
| Fred Mace                 | Hoffmeyer's vrouw     |
| Edgar Kennedy             | politieagent          |
| Hank Mann                 | politieagent          |
| Mack Riley - politieagent |                       |
| Mack Sennett              | politiechef           |
| Slim Summerville          | politieagent          |